# WWE Legends of WrestleMania
WWE Legends of WrestleMania è un videogioco di wrestling sviluppato da THQ e basato principalmente sulle leggende della World Wrestling Federation/Entertainment che sono apparse dalla prima alla quindicesima edizione di WrestleMania più precisamente dal 1985 al 1999. Il gioco è stato pubblicato nel marzo 2009 in concomitanza con WrestleMania XXV. La produzione del videogioco è stata annunciata nel maggio 2008 da THQ, rispettivamente per le console Sony PlayStation 3 e Microsoft Xbox 360.

## Modalità di gioco
Il gioco promuove un nuovo sistema di combattimento combinato basato sulle prese. A differenza della serie SmackDown, Legends of WrestleMania è focalizzato maggiormente su una giocabilità stile arcade (simile a WWF WrestleFest) con il solo utilizzo dei tasti direzionali (o della levetta analogica sinistra) e dei quattro pulsanti frontali principali del gamepad. Durante il gioco, l'HUD del giocatore mostrerà una barra di salute (energia) ed i numeri uno due e tre. Dopo aver portato a termine con successo una catena di attacchi, il numero aumenterà da un minimo (uno) ad un massimo (tre) attivando delle mosse speciali. Al terzo livello è possibile eseguire la mossa finale. Una catena continuativa di mosse può essere effettuata pressando con tempismo il pulsante che viene suggerito al centro dello schermo, in caso di insuccesso l'avversario invertirà la presa con la possibilità di infliggere un danno all'energia vitale.

## Roster
| Superstar | Manager                                                                                 |
| --- | --------------------------------------------------------------------------------------- |
| - André the Giant - Animal - Arn Anderson - Bam Bam Bigelow - Big Bossman - Big John Studd - Bret Hart - British Bulldog - Brutus Beefcake - Dusty Rhodes - Greg Valentine - Hawk - The Honky Tonk Man - Hulk Hogan - Hunter Hearst Helmsley - The Iron Sheik - Jake Roberts - Jim Duggan - Jimmy Snuka - Jim Neidhart - Junkyard Dog - Kamala - King Kong Bundy - Koko B. Ware - Michael Hayes - Mr. Perfect - Nikolai Volkoff - Ric Flair - Rick Rude - Roddy Piper - Sgt. Slaughter - Shawn Michaels - Steve Austin - Ted DiBiase - The Rock - The Ultimate Warrior - The Undertaker - Yokozuna | Personaggi non giocabili (Manager) - Bobby Heenan - Jimmy Hart - Mr. Fuji - Paul Bearer |

## Personaggi trasferibili da WWE SmackDown vs. Raw 2009
- Batista
- Big Show
- The Boogeyman
- Brian Kendrick
- Carlito
- Charlie Haas
- Chavo Guerrero
- Chris Jericho
- CM Punk
- Cody Rhodes
- Curt Hawkins
- Edge
- Evan Bourne
- Festus
- Finlay
- The Great Khali
- Hardcore Holly
- Jeff Hardy
- Jesse
- Jimmy Wang Yang
- JBL
- John Cena
- John Morrison
- JTG
- Kane
- Kofi Kingston
- Mark Henry
- Masked Man
- Matt Hardy
- The Miz
- Mr. Kennedy
- Mr. McMahon
- MVP
- Randy Orton
- Rey Mysterio
- Ric Flair
- Santino Marella
- Shad
- Shelton Benjamin
- Shawn Michaels
- Snitsky
- Super Crazy
- Tazz
- Ted DiBiase Jr.
- Tommy Dreamer
- Tony Atlas
- Triple H
- Umaga
- The Undertaker
- William Regal
- Zack Ryder
- Wrestler creati

Quasi tutti i personaggi (base e creati) di Smackdown vs Raw 2009 possono essere trasferiti sul gioco. Fanno eccezione tutte le Divas, Lance Cade, Trevor Murdoch, Elijah Burke, Chuck Palumbo, Paul London e Big Daddy V che non sono importabili.